# پیتر کریمر (بازیکن فوتبال)
پیتر کریمر (انگلیسی: Peter Creamer؛ زادهٔ ۲۰ سپتامبر ۱۹۵۳) بازیکن فوتبال اهل بریتانیا است.
از باشگاه‌هایی که در آن بازی کرده‌است می‌توان به باشگاه فوتبال یورک سیتی، باشگاه فوتبال دونکستر راورز، باشگاه فوتبال هارتل پول یونایتد، باشگاه فوتبال گیتزهد، باشگاه فوتبال روچدیل، و باشگاه فوتبال میدلزبرو اشاره کرد.